# ایمنی ترابری در آمریکا

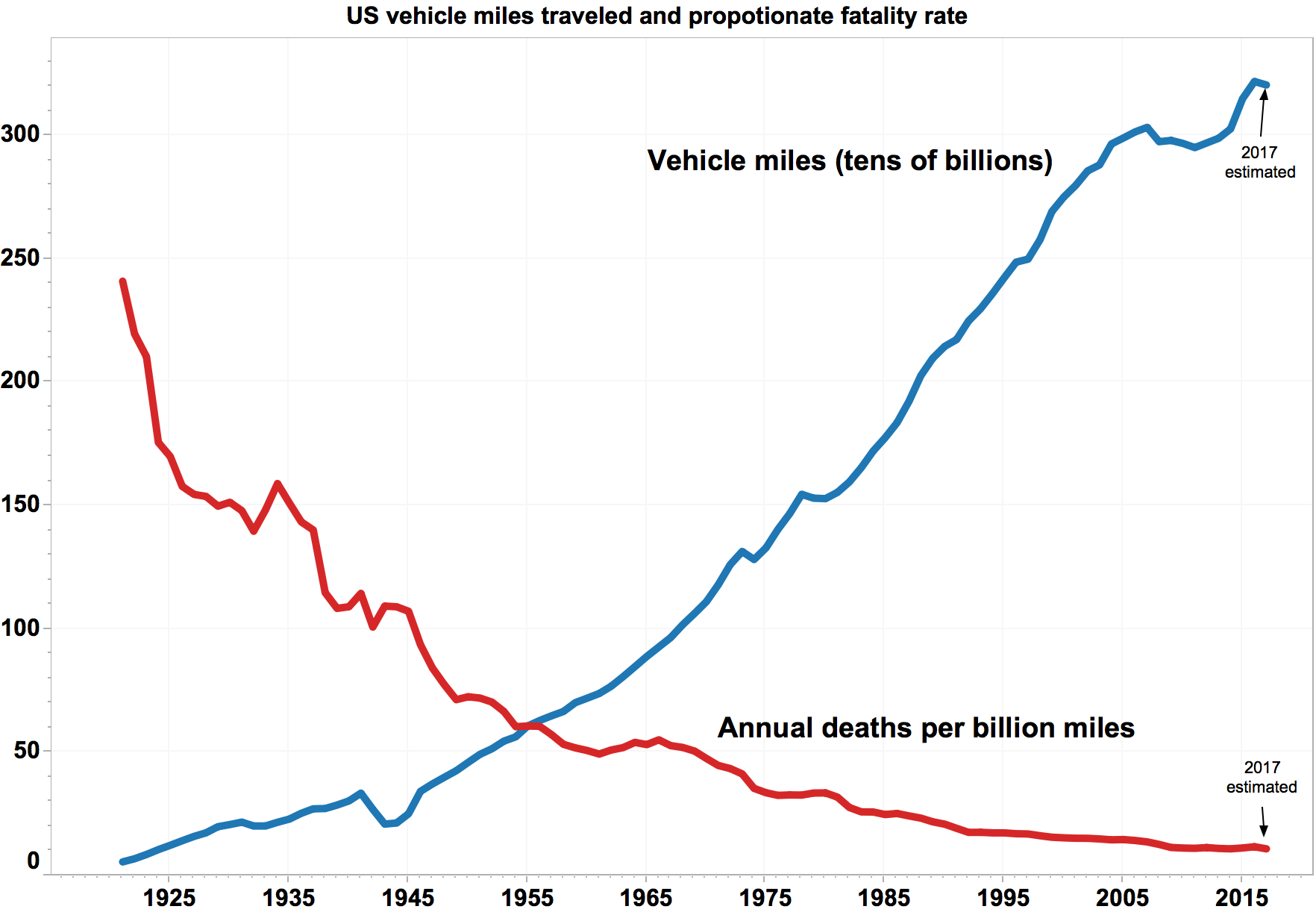
خط آبی: مایل‌های پیموده شده با خودرو در آمریکا
خط قرمز: مرگ و میر
هر دو بر اساس میلیار مایل- از ۱۹۲۱ تا ۲۰۱۵

ایمنی ترابری شامل تصادف، حادثه، سقوط، اختلال یا از کارافتادگی خودرو، هواپیما، راه آهن و دیگر وسایل ترابری عمومی می‌شود. در چند دهه گذشته، ایمنی ترابری در آمریکا بهبود یافته‌است. به غیر از یک دوره به علت رشد جمعیت جوان در دهه ۱۹۶۰ میلادی که در آن، بسیاری از جوانان بی‌تجربه در جاده‌ها و خیابان‌ها رانندگی می‌کردند، ایمنی ترابری افزایش داشته‌است. به طوریکه بین سال‌های ۱۹۲۰ تا ۲۰۰۰ نرخ تصادفات رانندگی به ازای هر مایل-خودو به ۱۷ واحد کاهش یافته‌است. بین سال‌های ۲۰۰۰ تا ۲۰۰۵ نرخ مرگ و میر بر اثر حوادث جاده‌ای به ازای هر ۱۰۰ میلیون مایل (۱۶۰ میلیون کیلومتر) به ۱/۵ نفر کاهش پیدا کرد. این رقم در سال ۲۰۰۸ به ۱/۲۷ نفر رسد.
بر اساس گواهینامه‌های صادر شده، شمار مرگ و میر از ۱ مرگ به ازای هر ۳۷۴۵ گواهینامه در سال ۱۹۹۰، در سال ۲۰۰۹ به ۱ مرگ به ازای ۶۲۰۰ گواهینامه کاهش پیدا کرده‌است. بیشترین تصادفات در شلوغ‌ترین شهرهای شمال شرق آمریکا یعنی واشینگتن، دی.سی.، بالتیمور، مریلند، پراویدنس، فیلادلفیا، پنسیلوانیا، نیوآرک، نیوجرسی، هارتفورد، کنتیکت، نیوهیون، کنتیکت، اسپرینگفیلد، ماساچوست و ووستر، ماساچوست گزارش شده‌اند. اداره ملی ایمنی ترافیک بزرگراه در گزارش سامانه تجزیه و تحلیل مرگ و میر خود عنوان کرده که هر سال تقریباً ۳۰،۰۰۰ نفر جان خود را در رفت‌وآمدها از دست می‌دهند. سپس به بررسی علل مرگ و میر جوانان می‌پردازد.
بر اساس روش مورد تأیید بسیاری از نویسندگان، می‌توان با استفاده از تابع درست‌نمایی، مرگ و میر تصادفات رانندگی و سوانح هوایی در پروازهای برنامه‌ریزی شده را مقایسه کرد. این مقایسه برای انتخاب وسیله رفت‌وآمد مفید است. در آمریکا یک مسافرت مستقیم از بوستون به واشینگتن دی. سی. با هواپیما ۶ ساعت و با خودرو ۷ ساعت طول می‌کشد. نرخ مرگ و میر در این مسیر در سال ۲۰۰۰، ۱/۵ نفر به ازای هر ۱۰۰ میلیون خودرو-مایل بود. برای قابل مقایسه بودن ریسک این مقدار مرگ و میر با هواپیما این مقدار باید به واحد مسافر-مایل تبدیل شود. در سال ۲۰۰۰ برای پرواز نرخ مرگ و میر ۱/۹ نفر به ازای هر ۱۰۰ هزار ساعت پرواز برای هوانوردی عمومی و تجاری بود. این واحد نیز باید به مایل-مسافر تبدیل شود. برای نمونه اگر یک هواپیما ۱۸۰ مسافر داشته باشد مقدار مسافر-مایل ۱۸۰ برابر بیشتر می‌شود که یعنی مقدار ریسک به ازای هر مسافر به میزان بسیاری کاهش پیدا می‌کند. همچنین بسیاری از مسافران نگران ریسک مسافرت با هواپیمای مسافربری هستند که براورد ریسک آن با آمارهای هوانوردی عمومی متفاوت است. زیرا در آمارهای هوانوردی عمومی، مرگ و میر هواپیماهای غیر تجاری نیز در نظر گرفته می‌شود. بین سال‌های ۱۹۹۵ تا ۲۰۰۰ نرخ مرگ و میر در هواپیماهای تجاری ۳ نفر به ازای ۱۰ میلیارد مسافر-مایل بوده‌است.
بسیاری از تصادفات رانندگی بر اساس حواسپرتی راننده پیش می‌آیند. بر اساس آمار اتحادیه خودرو سازان آمریکا حواس‌پرتی عامل بروز ٪۶۰ از تصادفات متوسط تا شدید جوانان است. علت ٪۲۷ از این تصادفات به خاطر همراهان راننده و تلفن همراه است. بی‌توجهی راننده به مسیر و نگاه به اطراف نیز عامل ٪۱۹ تصادفات است. ترابری ریلی هم باعث مرگ و میر می‌شود.
در کل، خطر استفاده از وسایل نقلیه عمومی بسیار کمتر از خودروی شخصی است.